# Pachybrachis cylindricus
Pachybrachis cylindricus är en skalbaggsart som beskrevs av Bowditch 1909. Pachybrachis cylindricus ingår i släktet Pachybrachis och familjen bladbaggar. Inga underarter finns listade i Catalogue of Life.